# Pristimantis sanctaemartae
Pristimantis sanctaemartae es una especie de anfibio anuro de la familia Craugastoridae.

## Distribución
Esta especie es endémica de la ladera occidental de Sierra Nevada de Santa Marta en Colombia. Habita en los departamentos de Magdalena, Cesar y La Guajira entre los 1100 y 2600 m de altitud.

## Descripción
El holotipo mide 36.75 mm.

## Etimología
El nombre de su especie fue dado en referencia al lugar de su descubrimiento, la Sierra Nevada de Santa Marta.

## Publicación original
- Ruthven, 1917 : Two new species of Eleutherodactylus from Colombia. Occasional papers of the Museum of Zoology University of Michigan, n.º 39, p. 1-6[5]